# زازا إندين
زازا إندين (بالتركية: Zaza Enden)‏ مواليد 1976 ، هو لاعب كرة سلة تركي من أصل جورجي.

## فرق لعب لها
- فنربخشة لكرة السلة
- إلان شالون